# Lucid9: Inciting Incident
Lucid9: Inciting Incident ist eine Mystery-Visual-Novel aus dem Jahr 2016, die von der multinationalen Produktionsfirma Fallen Snow Studios entwickelt und über dem US-amerikanischen Sekai Project bei Steam veröffentlicht wurde. Es ist der erste Teil der mehrteiligen Visual Novel.

## Handlung
Der 17-jährige Yama Ishimoto ist Schüler an der Isamu Imperial Boarding Academy in der fiktiven japanischen Stadt Isamu. Er versucht sein Leben so einfach wie möglich zu leben und sich aus allen sozialen Problemen der High School herauszuhalten. Sein Leben ändert sich, als er zufällig der Privatdetektivin Shigure Enomoto begegnet, die ihn über die kürzlich geschehene Mordserie an der Akademie aufklärt.
Nach und nach findet er düstere Geheimnisse in der Stadt heraus und kommt dem Serienmörder immer näher. Als er nach einem Aussetzer am Tatort des letzten Mordes aufwacht, gerät er jedoch selbst in den Kreis der verdächtigten Personen.

## Gameplay
Der Spieler schlüpft in die Rolle des Schülers Yama Ishimoto. Immer wieder müssen Entscheidungen getroffen werden, die den weiteren Verlauf der Geschichte verändern. Es gibt mehrere Enden, darunter ein Gutes, ein Wahres und mehrere Schlechte. Das wahre Ende von Lucid9: Inciting Incident stellt dabei den roten Faden für die Fortsetzung der Visual Novel dar.

## Charaktere
Yama Ishimoto (石本山, Ishimoto Yama)
Sprecher: Kyle Land
- Yama Ishimoto ist ein 17-jähriger Schüler der Isamu Imperial Boarding Academy, wo er im dritten Schuljahr ist. Er wird als faul und unmotiviert beschrieben, Ishimoto hat einen Hang zum Zynismus und Sarkasmus, den er gerne bei seinen Mitschülern anwendet. Aufgrund seines scheinbar unmotivierten Auftretens wird er an Jirou Riyouta, den Verwalter des Akademie-Wohnheimes, verwiesen um nicht von der Akademie geworfen zu werden. In seiner Kindheit musste er den Tod seiner Schwester miterleben, was zu einer Posttraumatischen Belastungsstörung und Dissoziativen Identitätsstörung führte. Yama Ishimoto hat nur wenige Freunde, da er durch sein geringes Selbstvertrauen und unter dem Vorwand „andere Schüler mit seiner Persönlichkeit nicht verletzen zu wollen“ Kontakt zu anderen Mitschülern meidet. Er leidet durch sein Trauma unter Aussetzern und kann sich daher nicht an Aktivitäten, die während eines Aussetzers passierten, erinnern.

Rui Hayata (早田塁, Hayata Rui)
Sprecher: Debbie Gatton
- Rui Hayata ist Yamas beste Freundin und sie kennen sich seit der frühen Kindheit. Außerdem war sie eng mit Misaki Kazehaya befreundet. Nachdem Misaki aus zunächst unbekannten Gründen die Stadt verließ, kümmerte sie sich um Yama, der sich damals in einem schlechten mentalen Zustand befand. Als Misaki als neue Austauschschülerin an der Isamu Boarding Academy vorgestellt wurde, mied sie anfangs jeglichen Kontakt zu ihr. Sie ist ein fröhliches und fürsorgliches Mädchen. Aufgrund ihrer engen Beziehung zu Yama werden beide von Jirou Riyouta des Öfteren als Paar bezeichnet. Aufgrund ihrer Reaktionen wird deutlich, dass sie mehr für Yama empfindet, streitet dieses aber vehement ab. Sie ist im zweiten Jahr an der Akademie. Rui ist zudem Mitglied des Drama Clubs, einer Theater-AG.

Misaki Kazehaya (風早美咲, Kazehaya Misaki)
Sprecher: Kayli Mills
- Misaki Kazehaya ist eine Austauschschülerin an der Isamu Imperial Boarding Academy und kennt Yama Ishimoto seit ihrer Kindheit. Sie zog mit ihrer Mutter zunächst aus ungeklärten Gründen weg – später wurde bekannt, dass ihr Vater Suizid begangen hat – ohne ihre Freunde informieren zu können, weswegen sie zunächst ein schlechtes Verhältnis zu Rui Hayata hat. Sie ist sehr an Technik und dem Internet interessiert, vor allem an Memes. Außerdem ist sie ein Fan von Gover Mecher, einer Internetserie eines Mitschülers. Sie arbeitet in ihrer Freizeit als Model bei der Lotus Model Agency. Sie ist in der gleichen Klasse wie Yama Ishimoto.

Akira Karube (軽部信, Karube Akira)
Sprecher: Mel Gorsha
- Akira Karube ist die beste Freundin und Klassenkameradin von Rui Hayata. Sie ist meist fröhlich und hat einen kindlichen Charakter – sie besitzt eine Picknickdecke, die sie Anette Diana Helenson XIV. nennt. Karube ist zusammen mit Rui im Drama Club aktiv und bringt Yama mehrfach dazu sich der AG als Gast anzuschließen. Trotz ihres fröhlichen Charakters ist sie auch fürsorglich gegenüber ihren Freunden. Ihr Verhältnis zu Yama ist kumpelhaft, was sie zeigt, in dem sie ihn unter anderem „Sarge“ nennt.

Elizabeth Oshiro (大城エリザベス, Oshiro Elizabeth)
Sprecher: Rachael Messer
- Elizabeth Oshiro ist eine Mitschülerin von Yama Ishimoto zu dem sie, seit beide ein gemeinsames Projekt in den Sand gesetzt haben, eine Hassliebe hegt. Im Gegensatz zu Yama Ishimoto ist sie eine ehrgeizige Schülerin. Regelmäßig wird sie von ihm aufgrund ihrer Herkunft – sie hat Vorfahren aus Großbritannien – geärgert, was sie meistens sehr aufregt. Sie arbeitet nebenbei als Kellnerin in einem Café in Isamu. Elizabeth ist sehr belesen und zitiert gerne bekannte Autoren wie William Shakespeare. Sie ist die Tochter des Polizeipräsidenten von Isamu und hilft Yama dabei, den Verdacht von sich zu weisen. In einem Gespräch mit Yama wird klar, dass sie versucht hatte mit ihm befreundet zu sein, was aber durch das gemeinsame Projekt endete. Es stellte sich heraus, dass sie ein an Leistung gekoppeltes Stipendium erhalten hat, um an der Akademie aufgenommen zu werden.

Airi Hiraga (平家愛凛, Hiraga Airi)
Sprecher: Caitlynn French
- Airi Hiraga ist eine Schülerin der Isamu Imperial Boarding Academy und ist in der gleichen Klasse wie Rui Hayata. Sie ist introvertiert, schüchtern und gegenüber anderen Mitschülern schweigsam. Von mehreren Mitschülern wird sie verdächtigt, die verschwundenen Schüler entführt und ermordet zu haben oder zumindest etwas damit zu tun zu haben. Gegenüber Yama ist sie zunächst sehr verschlossen, allerdings bricht das Eis zwischen beiden nach einer Weile. Es stellt sich heraus, dass sie eine talentierte Sängerin ist und gerne Videospiele spielt. Hiraga ist wie Yama Ishimoto eine Assistentin von Shigure Enomoto, die als einzige einen engen Kontakt zu Airi pflegt.

Yahiro Ikari (錠彌彦, Ikari Yahiro)
Sprecher: John Wesley Go
- Yahiro Ikari ist ein Klassenkamerad von Yama Ishimoto, mit dem er eng befreundet ist. Er lebte für ein Schuljahr mit Ishimoto in einem Apartment des Internats. Er ist sehr begabt im Bereich der Technik und ist Erfinder der Videoserie Gover Mecher. Er ist ein fröhlicher Mensch und neigt dazu schnell überheblich oder arrogant zu werden. Zudem zeigt Yahiko recht naiv und leicht verwirrbar zu sein. Er nimmt Yamas sarkastische Kommentare für bare Münze. Seine Eltern arbeiten in einer hohen Anstellung bei Lemniscate, einem Technik-Unternehmen. Da er nach der Schulzeit keinem aktiven Club angehört, gründete er den Happy Club. In diesem kümmert er sich um benachteiligte Schüler. Aufgrund des Clubs und seinem Kontakt zu den entführten Schülern wird er zeitweise mit diesem Fall in Verbindung gebracht.

Masato Kurogane ()
Sprecher: Michael Kovach
- Masato Kurogane ist neben Rui und Yahiko einer der besten Freunde von Yama Ishimoto. Er ist sehr ehrgeizig, sportlich, diszipliniert und impulsiv. Er ist Mitglied des Track-Teams der Akademie und hat mehrfach versucht Yama dazu zu bringen diesem beizutreten. Er sieht Yama als Rivalen, allerdings auf einer freundschaftlichen Basis, was er mehrfach durch sein Herausfordern zu diversen Wettkämpfen – wie zum Beispiel der „Kampf und das letztes Hähnchenschenkel von GFC“ oder der Aufruf eines Karaoke-Wettsingens – zeigt.

Jirou Riyouta ()
Sprecher: Michael Potok
- Jirou Riyouta ist der Manager des Wohnheims der Isamu Imperial Boarding Academy und hat sämtliche Informationen über die An- bzw. Abwesenheit der Internatsschüler. Er ist zudem für die Betreuung von benachteiligten und verhaltensauffälligen Schülern zuständig. Deswegen steht er mit Yama im regelmäßigen Kontakt. Riyouta hat einen sorgenfreien aber auch zynischen Charakter. Er ist kein Freund von modernen Geräten, sondern bevorzugt altmodische Modelle, wie Aikon-Mobiltelefone. Jirou Riyouta kann sich gut in seine betreuten Schüler versetzen.

Natsuki Tanaka (田中夏樹, Tanaka Natsuki)
Sprecher: Katie Dagnen
- Natsuki Tanaka ist Schülerin an der Isamu Imperial Boarding Academy und eine gute Freundin von Elizabeth. Sie ist eine der wenigen Personen, die von ihrem Nebenjob als Kellnerin weiß. Sie hat einen freundlichen, aber herrischen Charakter. Sie ist zudem Shigures Informantin, die ihr Hinweise gegen eine kleine Gefälligkeit zukommen lässt. Tanaka ist in dieser Hinsicht die einzige Person, die in der Lage ist Shigure an der „kurzen Leine“ zu halten.

Shigure Enomoto (朴本時雨, Enomoto Shigure)
Sprecher: Kathy Pfautsch
- Shigure Enomoto ist eine Privatdetektivin, die im Fall der entführten und ermordeten Schüler der Isamu Imperial Boarding Academy ermittelt. Sie ist wortgewandt, analysierend, kritisierend und manchmal schroff im Umgang mit ihren Assistenten. Shigure verfügt über einen großen Wortschatz und bildet daraus gerne komplizierte Sätze. Sie kennt mehrere psychologische Tricks um Personen die Informationen zu entlocken, die sie braucht. Sie engagiert Yama als Assistenten um weitere Indizien in der Akademie sammeln zu können. Sie scheint eine geringe Moralvorstellung zu haben, da sie Ishimoto, der noch ein Teenager ist, engagiert und diesen nachts in Distric 6, einen gefährlichen Stadtteil von Isamu, schickt, um ihn auf seine Fähigkeiten zu testen.

## Veröffentlichung
Eine Veröffentlichung der ersten Demoversion von Lucid9: Inciting Incident wurde bereits am 30. September 2014 veröffentlicht, ehe am 7. April 2015 eine zweite Spieledemo folgte. Das fertige Spiel erschien schließlich am 14. April 2016 für Mac OS, Linux und Windows. Das Spiel ist auf Steam sowie bei Itch.io als kostenfreier Download erhältlich.
Es ist geplant, dass das Spiel im Laufe des Jahres 2017 mehrere Patches erhalten wird, unter anderem sollen Synchronsprecher den Charakteren eine Stimme geben.